# Luís Montenegro
Luís Filipe Montenegro Cardoso de Morais Esteves (* 16. února 1973 Porto) je portugalský politik a právník, od dubna 2024 předseda vlády Portugalska. Od roku 1991 je členem Sociálnědemokratické strany (PSD), jejímž se stal roku 2022 předsedou.
V letech 2011–2017 vedl parlamentní frakci své strany a mezi roky 2002 a 2018 byl poslancem Shromáždění republiky.
Před parlamentními volbami v roce 2024 se PSD dohodla s CDS – Lidovou stranou a vytvořila středopravou alianci. Aliance získala ve volbách nejvíce mandátů – 80, o dva více než Socialistická strana. Po tomto úspěchu jej prezident Marcelo Rebelo de Sousa jmenoval předsedou menšinové koaliční vlády.

## Životopis
Narodil se 16. února 1973 v Portu a vyrůstal v Espinhu v okrese Aveiro. Stejně jako jeho otec a dědeček vystudoval práva na Katolické univerzitě v Portu. V letech 1994 až 1996 byl předsedou Sociálnědemokratické mládeže v Espinhu, mezi roky 1997 a 2001 byl členem městské rady a v roce 2005 kandidoval na post starosty, který se mu nepodařilo obhájit.

## Politické názory
Jako předseda parlamentní frakce své strany byl příznivcem zavedení přísného ekonomicky úsporného programu, který Portugalsko vyjednalo výměnou za mezinárodní finanční pomoc.
Před parlamentními volbami v roce 2024 slíbil úplnou privatizaci společnosti TAP Air Portugal.